# Jorge del Pozo Pastene
Jorge Andrés del Pozo Pastene (Chillán, 22 de octubre de 1971) es un ingeniero en Administración de Empresas y político chileno. Se desempeñó como concejal de la comuna de Chillán Viejo durante tres periodos, entre los años 2008 y 2021, y tras las elecciones municipales de Chile de 2021, fue elegido como el tercer alcalde en la historia de la comuna de Chillán Viejo.

## Historia electoral
- Elecciones municipales de 2021 para la alcaldía de Chillán Viejo

| Candidato               | Pacto                 | Partido | Votos | %     | Resultado |
| ----------------------- | --------------------- | ------- | ----- | ----- | --------- |
| Rodrigo Arzola Helo     | Chile Vamos           | Ind.    | 1207  | 12.40 |           |
| José Silva Espinoza     | Unidad por el Apruebo | PS      | 1882  | 19.34 |           |
| Jorge del Pozo Pastene  | Independiente         | Ind.    | 4145  | 42.60 | Electo    |
| Rodolfo Gazmuri Sánchez | Independiente         | Ind.    | 1460  | 15.00 |           |
| Carlos Hernández Muñoz  | Independiente         | Ind.    | 543   | 5.58  |           |
| Esteban Misle Muñoz     | Independiente         | Ind.    | 494   | 5.08  |           |